# Leonid Spirin
Leonid Vasilevich Spirin (russe : Леонид Васильевич Спирин, né le 21 juin 1932 - mort le 23 février 1982) est un athlète soviétique (russe), spécialiste de la marche athlétique.
Il remporte le premier titre olympique du 20 km marche lors des Jeux de Melbourne en 1956.